# Friend Zone (タイのテレビドラマ)
Friend Zone（タイ語: Friend Zone – เอาให้ชัด、フレンドゾーン）は、第1シーズンではターナット・ロークンナソムバット（リー）、ニチャーパット・チャトチャイポンラット（プレーワー）、 プラチャヤー・レァーンロード（シントー）、ポーンピパット・パッタナセッターノン（プラスター）、 ナット・サクダトーン、ティパナリー・ウィーラワトノドム（ナムターン）、ラッタナーン・チャンヤージラウォン（ター）、ナッタシット・コッマナサワニ（ベスト）、サランチャナー・アピーサマイモンコン（アーイ）らが主演する、2018年から2019年にタイで放送されたテレビドラマシリーズである。  第2シーズンは、一部変更はあるもののほぼ同じキャストにて2020年9月25日より放送された。

## 概要

### 第1シーズン
Tidakorn Pookaothongが監督し、GMMTVがTrasher Bangkokと共同で制作したこのドラマシリーズは、2018年2月1日にGMMTVが開催した「シリーズ X」というイベントにて紹介された、2018年放送予定の10のテレビドラマシリーズのうちの一つである。  2018年11月11日から2019年2月2日にOne31とLINE TVで初放送され、それぞれ日曜日の22:00 ICTと23:00 ICTに放映されていた。  2020年4月20日からは、月曜と火曜の22:45 ICTにGMM 25にて再放送された。 

### 第2シーズン
第1シーズンの続編である『Friend Zone 2: Dangerous Area』（フレンドゾーン2：デンジャラスエリア）が、2019年10月15日にGMMTVが開催した「New & Next」のイベントにて、2020年に放送予定のテレビドラマシリーズのうちのひとつとして発表された。 2020年9月25日から2021年1月15日までの毎週金曜日、GMM25では22:10 ICT、LINE TVでは23:10 ICTに放送された。

## キャストとキャラクター

### 第1シーズン

#### 主演
- Good役：リー・ターナット・ロークンナソムバット [10] [11]
- Boyo役：プレーワー・ニチャーパット・チャトチャイポンラット
- Earth役：シントー・プラチャヤー・レァーンロード
- Stud役：プラスター・ポーンピパット・パッタナセッターノン
- Sam役：ナット・サクダトーン
- Boom役：ナムターン・ティパナリー・ウィーラワトノドム
- Bern役：ター・ラッタナーン・チャンヤージラウォン
- Tor役：ベスト・ナッタシット・コッマナサワニ
- Amm役：アーイ・サランチャナー・アピーサマイモンコン

#### 脇役
- Safe役：ジョス・ウェイアー・サングーン
- Ta役：エージェー・チャヤポン・ジュターマー
- Arm役：Tosatid Darnkhuntod (Ten)
- Ploypink役：Sutthipha Kongnawdee（Noon）
- Satang役：ジェニー・ワッチャラ・スクチュム
- Pun役：ジャ・ナッターウィーラヌット・トーンミー
- Eve役：Phakjira Kanrattanasood (Nanan)
- Claire役：Napasorn Weerayuttvilai（Puimek）
- Boyoの母親役：Chaidi Dididi (Pattai)

#### ゲスト出演
- Captain役：Pruk Panich（Zee）（第6話、第7話）

### 第2シーズン

#### 主役
- Boyo役：プレーワー・ニチャーパット・チャトチャイポンラット
- Boom役：ナムターン・ティパナリー・ウィーラワトノドム
- Good役：リー・ターナット・ロークンナソムバット
- Earth役：シントー・プラチャヤー・レァーンロード
- Sam役：ナット・サクダトーン
- Stud役：プラスター・ポーンピパット・パッタナセッターノン
- Pop役：アーム・ウィーラユット・チャンスック
- Tor役：ベスト・ナッタシット・コッマナサワニ
- Safe役：ジョス・ウェイアー・サングーン
- Amm役：アーイ・サランチャナー・アピーサマイモンコン
- Locker役：プルーム・プリム・ラッタナルーァンワッタナー

#### 脇役
- Ta役：エージェー・チャヤポン・ジュターマー
- Cris役：Lapisara Intarasut (Apple)
- Bew役：Ravisrarat Pibulpanuvat (Preen)
- Music役：クラプーク・パチャラー・タプトーン
- Ton役：Unnop Thongborisut (Por)

#### ゲスト出演
- Studの母親役：Chanokwanun Rakcheep
- Tod役：Thanavate Siriwattanakul (Gap)
- Blue役：フルーク・プーシット・ディタピシット
- Arm役：Tosatid Darnkhuntod (Ten) （第16話）

## サウンドトラック
| 曲名                 | ローマ字タイトル     | アーティスト                     | Ref.        |
| -------------------- | -------------------- | -------------------------------- | ----------- |
| พรุ่งนี้จะเข้าใจ          | Prung Nee Ja Kao Jai | Rattana Chanprasit (Na)          | 第1シーズン |
| แค่อีกครั้ง (Better man) | Kae Ek Krang         | フィアット・パタドン・ジャングン | 第2シーズン |

## 評価
第2シーズン
- 青文字が最低の評価を、赤文字が最高の評価を表す。

| 話数 | 放送時間 (ICT) | 放送日         | 評価   | Ref.    |
| ---- | -------------- | -------------- | ------ | ------- |
| 1    | 金曜日 22:10   | 2020年9月25日  | 0.194% | [ 14 ]  |
| 2    | 金曜日 22:10   | 2020年10月2日  | 0.1%   | [ 15 ]  |
| 3    | 金曜日 22:10   | 2020年10月9日  | 0.155% | [ 16 ]  |
| 4    | 金曜日 22:10   | 2020年10月16日 | 0.059% | [ 17 ]  |
| 5    | 金曜日 22:10   | 2020年10月23日 | 0.180% | [ 18 ]  |
| 6    | 金曜日 22:10   | 2020年10月30日 | 0.198% | [ 19 ]  |
| 7    | 金曜日 22:10   | 2020年11月6日  | 0.144% | [ 20 ]  |
| 8    | 金曜日 22:30   | 2020年11月13日 | 0.175% | [ 21 ]  |
| 9    | 金曜日 22:30   | 2020年11月20日 | 0.083% | [ 22 ]  |
| 10   | 金曜日 22:30   | 2020年11月27日 | 0.214% | [ 23 ]  |
| 11   | 金曜日 22:30   | 2020年12月4日  | 0.112% | [ 24 ]  |
| 12   | 金曜日 22:30   | 2020年12月11日 | 0.106% | [ 25 ]  |
| 13   | 金曜日 22:30   | 2020年12月18日 | 0.098% | [ 26 ]  |
| 14   | 金曜日 22:30   | 2020年12月25日 | 0.170% | [ 27 ]  |
| 15   | 金曜日 23:00   | 2021年1月8日   | 0.124% | [ 28 ]  |
| 16   | 金曜日 23:00   | 2021年1月15日  | 0.088% | [ 29 ]  |
| 平均 | 平均           | 平均           | 0.138% | [注釈1] |

^[注釈1] 各話毎の平均視聴率に基づく。